# Пьер I (герцог Бретани)
Пьер I Моклерк де Дрё (фр. Pierre I de Dreux dit Mauclerc; ок. 1187 — конец мая 1250, в море у Дамьетты) — герцог Бретани 27 января 1213—1237, граф Пентьевр в 1230—1237, граф Ричмонд с 16 января 1219 — до конфискации в ноябре 1224, а также с октября 1229 до конфискации в январе 1235, второй сын Роберта II, графа де Дрё и де Брейн, и его второй жены Иоланды де Куси, родоначальник Бретонской ветви Дома де Дрё.

## Биография

### Происхождение
Пьер I был троюродным братом короля Франции Людовика VIII. Несмотря на своё королевское происхождение, как представитель младшей ветви Пьер не имел больших перспектив. Но королю Франции нужен был лояльный правитель Бретани и поэтому Людовик женил Пьера на наследнице герцогства.

### Пьер I Моклерк и Церковь
Пьер I в ходе своего правления смог вывести Бретань из-под влияния и Англии и Франции. Он постарался укрепить герцогскую власть за счет ослабления власти бретонских епископов. За это он получил своё прозвище
В 1217 году Пьер де Дрё начинает борьбу за власть с епископом Нантским.

Он дозволяет своим служащим грабить и жечь епископские дома, захватывать земли и доходы, брать в плен священников, дурно обходиться с ними и даже мучить. Епископ и его капитул, вынужденные покинуть Бретань, искали убежища в соседних диоцезах.

За такую политику его многократно отлучали от церкви местные епископы, а с 1218 года до 28 января 1220 года он был отлучен папой Гонорием III.

### Борьба с Людовиком IX
После смерти жены в 1221 году он стал регентом при сыне Жане. В 1226 году умер Людовик VIII и корона перешла его несовершеннолетнему сыну. Этим решили воспользоваться крупные феодалы, стремившиеся ослабить власть короля. Оппозицию Людовику IX и его матери Бланке Кастильской возглавили Тибо IV Шампанский, Пьер Моклерк Бретанский и Гуго X де Лузиньян, граф де Ла Марш. Бароны вступили в сговор с королём Англии и начали укреплять свои замки. Решительные действия Бланки Кастильской привели к тому, что Тибо IV Шампанский перешел на сторону Людовика IX. А после этого графов Бретонского и Маршского вызвали в парламент и королевский суд.
Они явились, но лишь после серьёзных угроз. Пьер Моклерк подписал договор, по которому он обязывался выдать свою дочь Иоланду за восьмилетнего Жана, брата Людовика IX. Но в 1228 году Пьер Моклерк Бретанский и Гуго X де Лузиньян граф Маршский вновь подняли мятеж, призывая передать регентство дяде короля Филиппу Юрпелю.
В войну вмешался Генрих III и послал на помощь баронам своего брата Ричарда, но тот, разочаровавшись во французских баронах, вернулся в Англию. В 1230 году после высадки Генриха III в Сен-Мало Пьер I Бретонский присягнул ему. Людовик IX объявил герцога Бретонского низложенным, а с Англией заключил перемирие на три года. После окончания перемирия Пьер I Бретонский, не найдя военной поддержки у Генриха III, заключил с Людовиком IX мир, передав королю крепости Беллема, Сен-Жак-де-Беврон и Перьер-ан-Перш, а также пообещав отправиться в крестовый поход, как только его сын станет совершеннолетним.

### Крестовые походы
Передав в 1237 году герцогство Бретань своему сыну Жану I, он отправился в крестовый поход, оставив преемникам крепкую герцогскую власть, а Бретани — свой родовой символ, горностая.
Пьер сопровождал короля Людовика IX в крестовом походе в 1249 году и был захвачен в плен 6 апреля 1250 года, будучи раненым в сражении при Мансуре. Он умер в море во время возвращения в Западную Европу.

### Семья
- 1-я жена: с марта 1213/октября 1214 Аликс де Туар, дочь Ги де Туара и его второй жены Констанции Бретонской (ок. 1201 — 21 октябрь 1221).

Три ребёнка:
1 Жан I Рыжий (1217 — 8 октября 1286) герцог Бретани (1237—1286), и граф Ришмон в 1268.
2 Иоланда (1218 — 10 октября 1272), невеста (к 19 октября 1226) Генриха III Английского; невеста (март 1227) Жана Французского, графа Анжу (1217—1232); невеста (1231) Тибо IV Шампанского; жена с 1236 года Гуго де Лузиньяна, сына Гуго X де Лузиньяна
3 Артур (1220 — вскоре после 1223)
- Жених (до 21 июля 1229) Марии Лузиньян, дочери Гуго I короля Кипра и его жена Алисы Иерусалимской (до 1215—1251/53). Брак был запрещен папой из-за 4-й степени кровного родства.
- 2-я жена: с ок. 1230 Николь (ум. февраль 1232).

Один ребёнок:
4 Оливер де Брейн де Машекуль(Braine de Machecoul) (1231—1279), сеньор Машекуль (Machecoul); 1-я жена: с 1250 года Маркиза Кош (Coche); 2-я жена: с 1269 Есташ (Евстафия), дочь Андре, барона Витри, основатель рода сеньоров Машекуль (Machecoul)
- 3-я жена: ранее января 1236 Маргарита, вдова Гуго Туарского